# Malcolm McGregor
Malcolm McGregor (Newark, 13 ottobre 1892 – Hollywood, 29 aprile 1945) è stato un attore statunitense.
È deceduto all'età di 52 anni a causa di un incendio domestico.

## Filmografia parziale
- Broken Chains, regia di Allen Holubar (1922)
- Il prigioniero di Zenda (The Prisoner of Zenda), regia di Rex Ingram (1922)
- All the Brothers Were Valiant, regia di Irvin Willat (1923)
- Chi dice donna dice danno (The Untameable), regia di Herbert Blaché (1923)
- Senza peccato (The Social Code), regia di Oscar Apfel (1923)
- Pandemonio (A Noise in Newboro), regia di Harry Beaumont (1923)
- The Bedroom Window, regia di William C. de Mille (1924)
- Idle Tongues, regia di Lambert Hillyer (1924)
- Smouldering Fires, regia di Clarence Brown (1925)
- Fior d'assalto (Lady of the Night), regia di Monta Bell (1925)
- The Overland Limited, regia di Frank O'Neill (1925)
- Headlines, regia di Edward H. Griffith (1925)
- The Circle, regia di Frank Borzage (1925)
- Stirpe eroica (The Vanishing American), regia di George B. Seitz (1925)
- Don Juan's Three Nights, regia di John Francis Dillon (1926)
- The Gay Deceiver, regia di John M. Stahl (1926)
- Money to Burn, regia di Walter Lang (1926)
- A Million Bid, regia di Michael Curtiz (1927)
- The Port of Missing Girls, regia di Irving Cummings (1928)
- The Whispering Shadow, regia di Colbert Clark e Albert Herman (1933)
- Agente K7 (Special Agent K-7), regia di Bernard B. Ray (1937)